# Xyletinus hanseni
Xyletinus hanseni är en skalbaggsart som beskrevs av Carl-Axel Jansson 1947. Xyletinus hanseni ingår i släktet Xyletinus, och familjen trägnagare. Arten är reproducerande i Sverige.